# Georges Tapie
Georges Tapie (19. februar 1910 - 2. januar 1964) var en fransk roer, født i Fransk Algeriet.
Tapie vandt (sammen med Marceau Fourcade og styrmanden Noël Vandernotte) bronze ved OL 1936 i Berlin i disciplinen toer med styrmand. Den franske båd blev i finalen besejret af Tyskland, der vandt guld, samt af Italien, der tog sølvmedaljerne. Det var den eneste udgave af OL han deltog i.

## OL-medaljer
- 1936:  Bronze i toer med styrmand